# Llac Avrig
El llac Avrig (en romanès: Lacul Avrig) és un llac glacial situat a les muntanyes Făgăraș de Romania, al nord-est del comtat de Vâlcea. Es troba a una altitud de 2.011 metres. La superfície del llac té unes 1,47 hectàrees i el punt més profund arriba als 4,5 metres.
El llac té una forma aproximadament trapezoïdal, amb una longitud d’uns 180 metres d’est a oest i una amplada màxima d’uns 100 metres de nord a sud. El llac és on neix el riu Avrig.
Des del punt de vista turístic, el llac Avrig es troba a mig camí entre el xalet Suru i el xalet Negoiu.
Del 2005 al 2008, els voluntaris van netejar les rutes properes al llac i al fons del llac fins a 15 metres de profunditat. Més de 1.075 quilograms de residus es van recollir i transportar en motxilles fins a la vall.

## Galeria de fotos

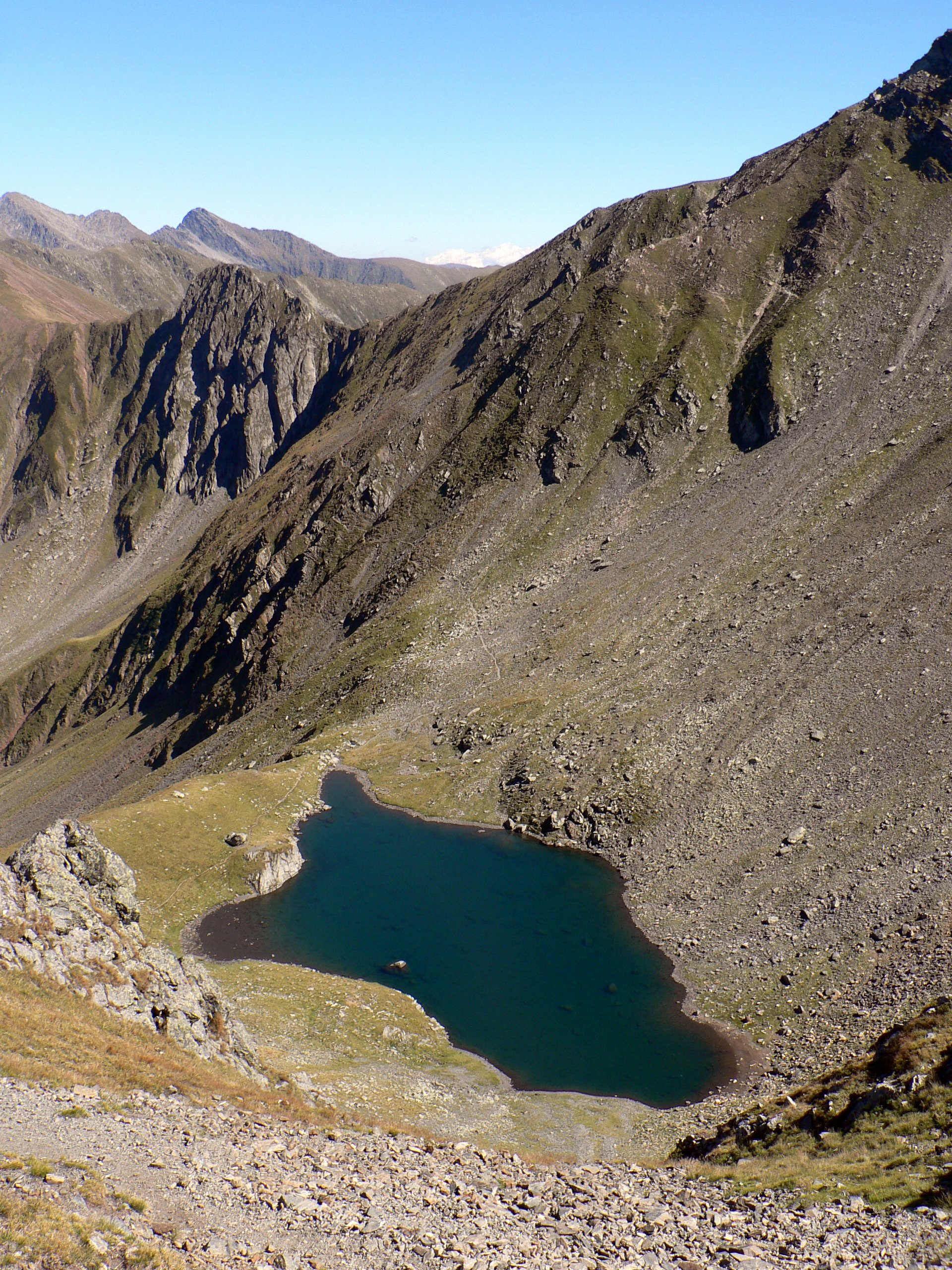
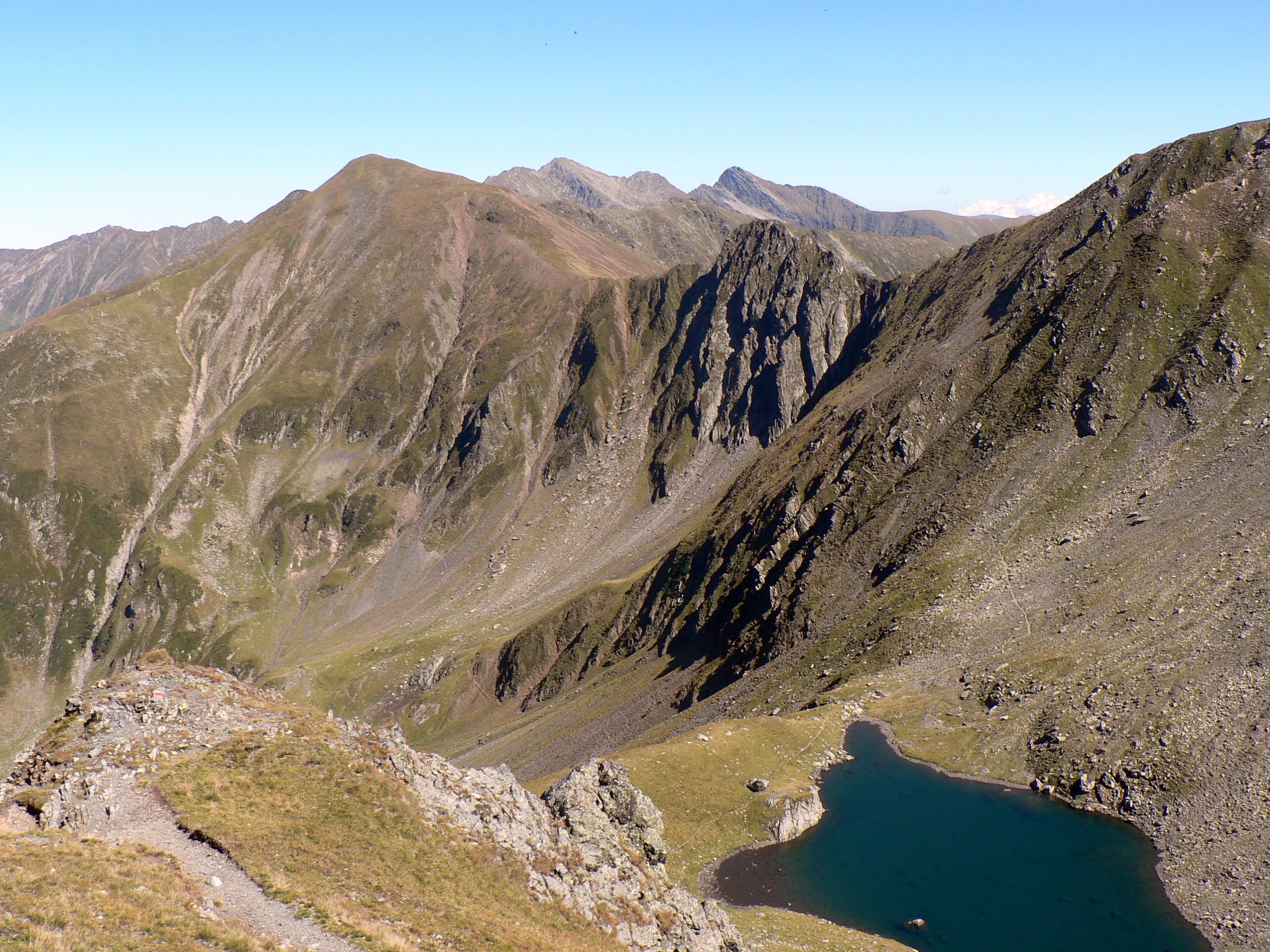